# Aphelinus fusciscapus
Aphelinus fusciscapus is een vliesvleugelig insect uit de familie Aphelinidae. De wetenschappelijke naam is voor het eerst geldig gepubliceerd in 1841 door Förster.